# Coproica lacteipennis
Coproica lacteipennis är en tvåvingeart som beskrevs av Hayashi 2005. Coproica lacteipennis ingår i släktet Coproica och familjen hoppflugor. Inga underarter finns listade i Catalogue of Life.